# Anomodontella longifolia
Anomodontella longifolia là một loài rêu thuộc họ Anomodontaceae.